# CKV Rapid
Christelijke Korfbalvereniging Rapid, meestal kortweg Rapid genoemd, is een korfbalvereniging in de Nederlandse stad Haarlem.

## Geschiedenis
De club is opgericht op 24 juni 1954. De clubnaam is de Engelse vertaling van het woord snelheid.
Rapid maakt samen met korfbalvereniging HKC Haarlem gebruik van het Korfbalcentrum Kleverlaan.
Wedstrijden worden gespeeld binnen het KNKV-district Noord-West. 